# Castianeira delicatula
Castianeira delicatula là một loài nhện trong họ Corinnidae.
Loài này thuộc chi Castianeira. Castianeira delicatula được Eugène Simon miêu tả năm 1910.